# Hyenville
Hyenville – miejscowość i dawna gmina we Francji, w regionie Normandia, w departamencie Manche. W 2013 roku jej populacja wynosiła 339 mieszkańców. 
1 stycznia 2016 roku połączono dwie wcześniejsze gminy: Quettreville-sur-Sienne oraz Hyenville. Siedzibą gminy została miejscowość Quettreville-sur-Sienne, a nowa gmina przyjęła jej nazwę. 